# Blette (rivière)
Pour les articles homonymes, voir Blette.
La Blette est une rivière française et lorraine du département de Meurthe-et-Moselle, en région Grand Est, et un affluent gauche de la Vezouze, donc un sous-affluent du fleuve le Rhin par la Meurthe et la Moselle.

## Géographie

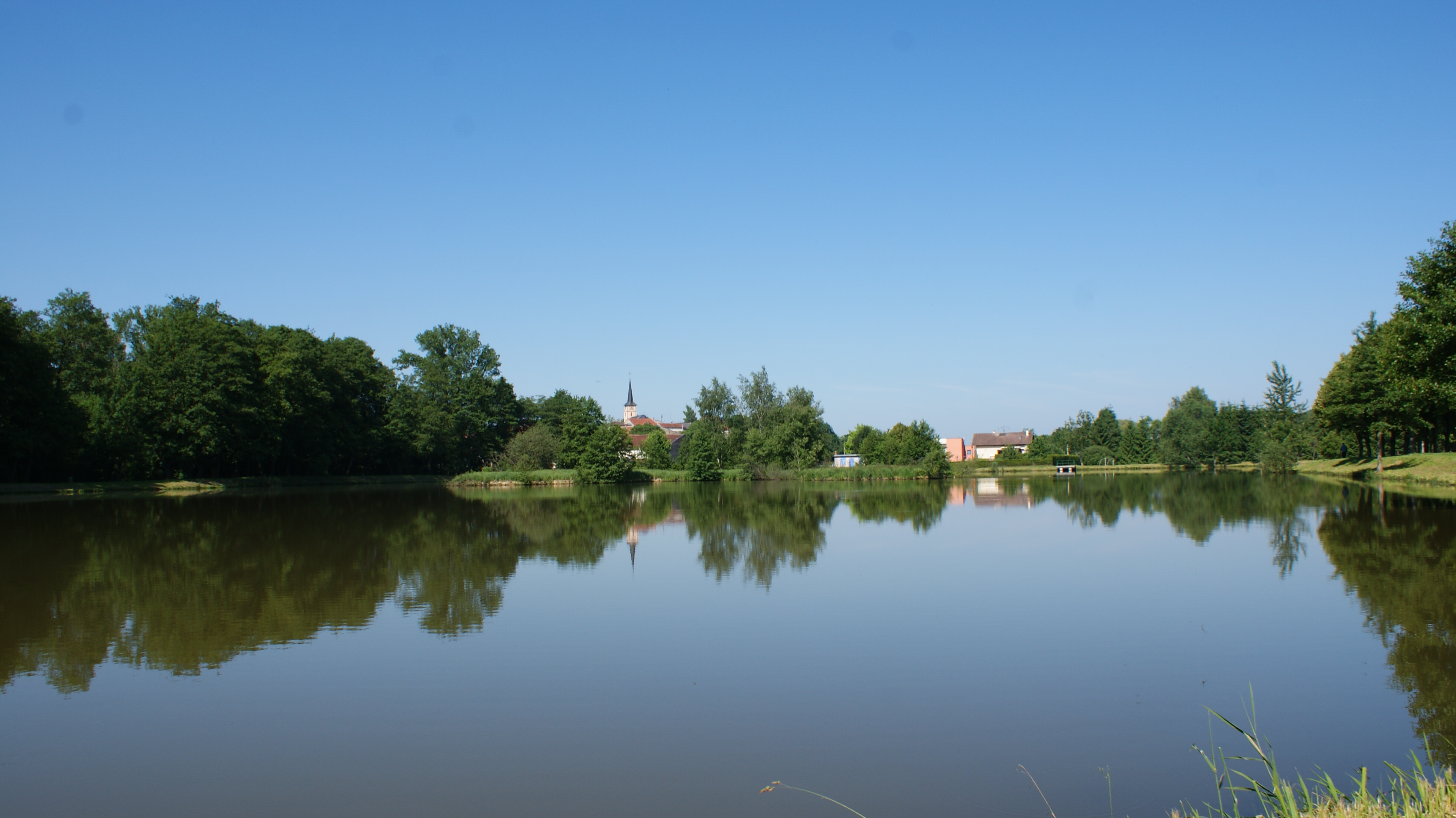
Étang de Sainte-Pôle sur la Blette du côté amont de Saint-Maurice-aux-Forges.

La Blette naît dans la partie orientale de la forêt domaniale des Reclos, la forêt domaniale des Flieux, sur les premiers contreforts du massif des Vosges du territoire de la commune de Badonviller, à 432 mètres d'altitude. Son orientation générale va de l'est-sud-est vers l'ouest-nord-ouest,. Après un parcours de 23 kilomètres, elle se jette dans la Vezouze au niveau d'Herbéviller, à 244 mètres d'altitude.

### Communes et cantons traversés

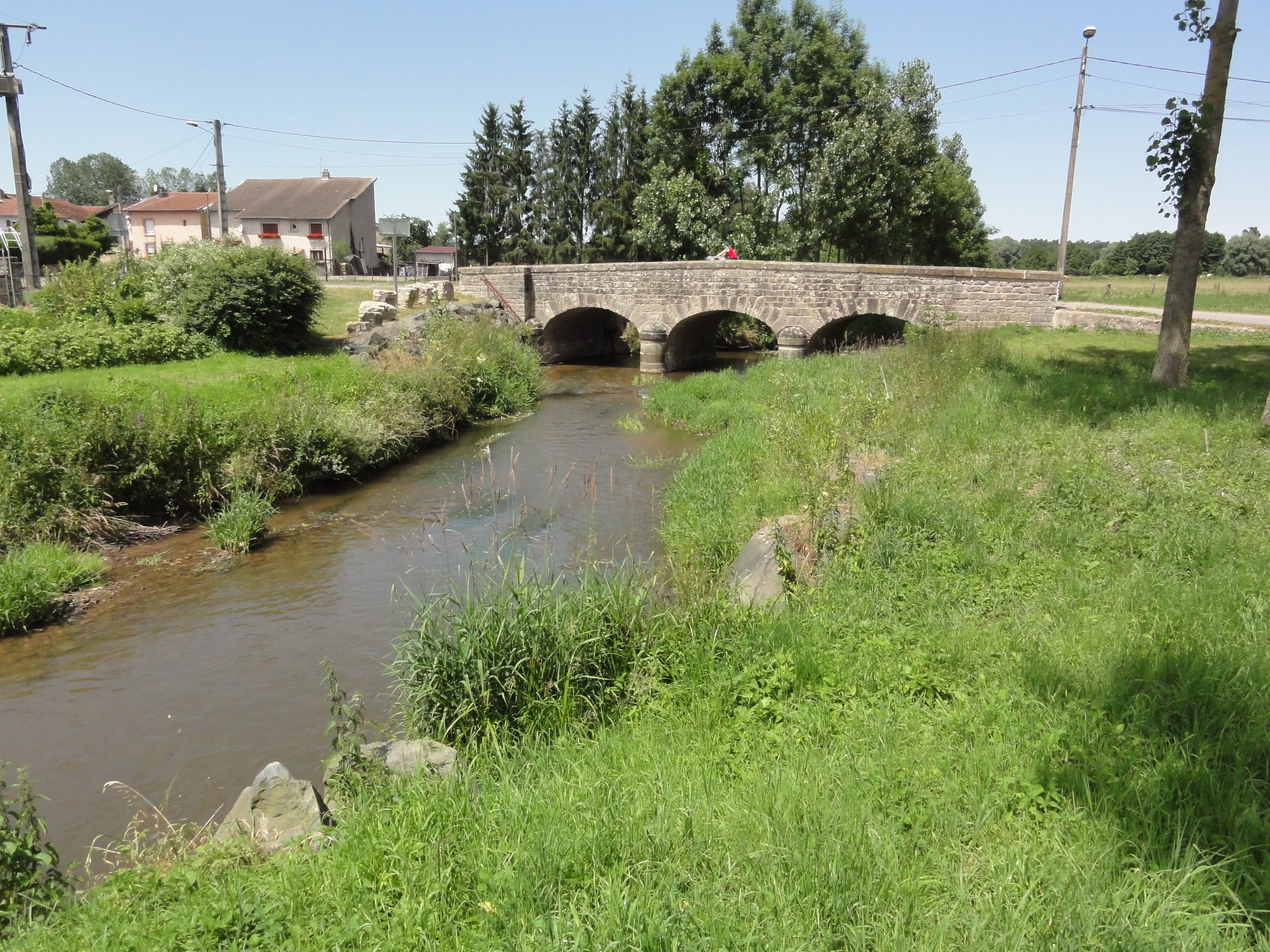
Pont sur la Blette à Mignéville.

Dans le seul département de Meurthe-et-Moselle, la Blette traverse les six communes suivantes, d'amont en aval de Badonviller (source), Saint-Maurice-aux-Forges, Sainte-Pôle, Montigny, Mignéville et Herbéviller (confluence).
Soit en termes de cantons, la Blette prend source et conflue dans le même canton de Baccarat, dans l'arrondissement de Lunéville, dans l'intercommunalité communauté de communes de Vezouze en Piémont.

### Bassin versant
La Blette traverse les quatre zones hydrographiques « La Blette de sa source à la Brème (inclus) » (A647), « La Blette de la Brême à la Vezouze » (A648), « La Vezouze de la Blette à la Verdurette » (A650), « La Vezouze du Vacon à la Blette » (A646),. Par contre, l'agence de l'eau Rhin-Meuse ne compte que les deux zones A647 et A648 pour la superficie du bassin versant de 74,7 km2.
La Brême, son principal affluent droit, a un bassin versant de 26 km2, donc contribue pour un tiers au bassin versant total de la Blette.
Les cours d'eau voisins sont au nord-ouest, au nord et au nord-est la Vezouze, au sud-est et au sud la Plaine avec le lac de Pierre-Percée, au sud-ouest la Meurthe, à l'ouest la Verdurette ou ruisseau d'Alhan.

## Affluents

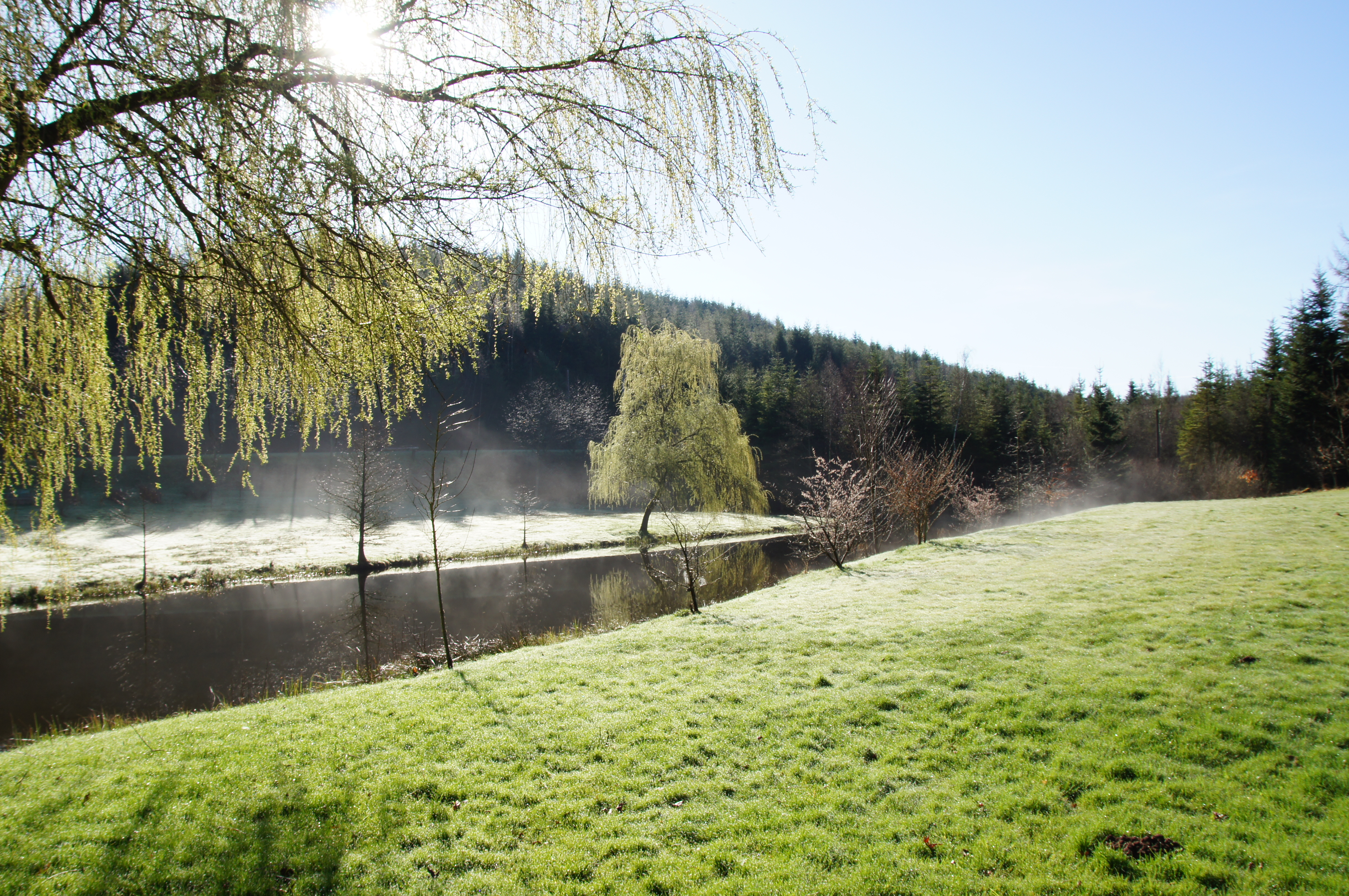
L'Étang de Thiaville à Badonviller sur la Brême, principal affluent droit de la Blette.

La Blette a deux tronçons affluents référencés au SANDRE :
- la Brême (rd[note 2]), 9,2 km sur les six communes de Ancerviller, Angomont (source), Badonviller, Bréménil, Neuviller-lès-Badonviller et Saint-Maurice-aux-Forges (confluence), avec deux affluents et de rang de Strahler deux :
  - le ruisseau de France (rg) 7 km sur les trois communes d'Angomont (source), Badonviller et Bréménil (confluence).
  - le ruisseau de l'Etang du Bon Père (rd) 4 km sur les deux communes de Bréménil (confluence) et Saint-Sauveur (source).
- le ruisseau Gué de Gouvey (rd) 4,8 km sur les trois communes de Ancerviller, Halloville (source) et Montigny (confluence).

### Rang de Strahler
Donc le rang de Strahler est de trois par la Brême.

## Hydrologie
Son régime hydrologique est dit pluvial.
La Blette, est une rivière petite, mais abondante malgré l'exiguïté de son bassin. Le module de la rivière au confluent de la Vezouze vaut 0,97 m3/s pour un bassin versant de 74,7 km2.

### Lame d'eau et débit spécifique
La lame d'eau écoulée dans le bassin est de 410 millimètres/an, ce qui est élevé, nettement supérieur à celle de la moyenne de la France, tous bassins confondus. C'est cependant inférieur à l'ensemble du bassin de la Moselle en France. En effet, la lame d'eau de ce dernier à Hauconcourt, près de la sortie du territoire français s'élève à 445 millimètres/an. Le débit spécifique ou Qsp de la Blette se monte dès lors à 12,99 litres par seconde et par kilomètre carré de bassin versant.

## Aménagements et écologie

### ZNIEFF's
Deux ZNIEFF sont déclarées sur la Blette, de type 1 , de 25 hectares sur la seule commune de Badonviller, le « Vallon de la Blette à Badonviller », et de 69 hectares sur les trois communes de Badonviller, Saint-Maurice-aux-Forges et Sainte-Pôle, la « Rivière la Blette de Badonviller à SAinte-Pôle ».
Une ZNIEFF est déclarée sur la Brême, aussi de type 1, de 59 hectares sur les six communes de Ancerviller, Angomont, Badonviller, Bréménil, Neuviller-lès-Badonviller, et Saint-Maurice-aux-Forges, le « ruisseau la Brême de Angomont à SAint-Maurice-aux-Forges ».

### Pêche et AAPPMA
Concernant la pêche, l'AAPPMA Les pêcheurs de la Blette, sis à Ancerviller est référencée. « Serpentant dans la vallée entre Sainte-Pôle et Herbéviller, la Blette offre dix kilomètres à ses pêcheurs de parcours variés à proximité du lac de Pierre-Percée et du piémont vosgien. Truites, vairons mais aussi gardons et vandoises pourront satisfaire les pêcheurs ».

## Hydronymie
La Blette s'appelait l'Aubelette en 1401. Ce nom est un dérivé de l'hydronyme Aube par un double diminutif -el- et -ette. 
Le passage d'Aubelette à Blette résulte d'une coupure fautive, la syllabe au- étant perçue comme extérieure au nom de la rivière.
Le radical Aube représente l'hydronyme pré-celtique *Alb-. Cependant, ce radical est bien attesté dans les noms gaulois (toponymes et hydronymes) et sa racine indo-européenne est restituée sous la forme *albho « blanc » cf. vieux haut allemand albiz « cygne » ; latin albus « blanc » ; grec alphoús « blanc », ce qui rend l'explication par un « pré-celtique » invraisemblable puisque la première langue indo-européenne attestée dans la région est le celtique. La couleur des eaux, qui deviennent blanches lorsqu'elles sont limoneuses, explique cet hydronyme. Le sol est calcaire.
Voir aussi l'Albe.

## Galerie

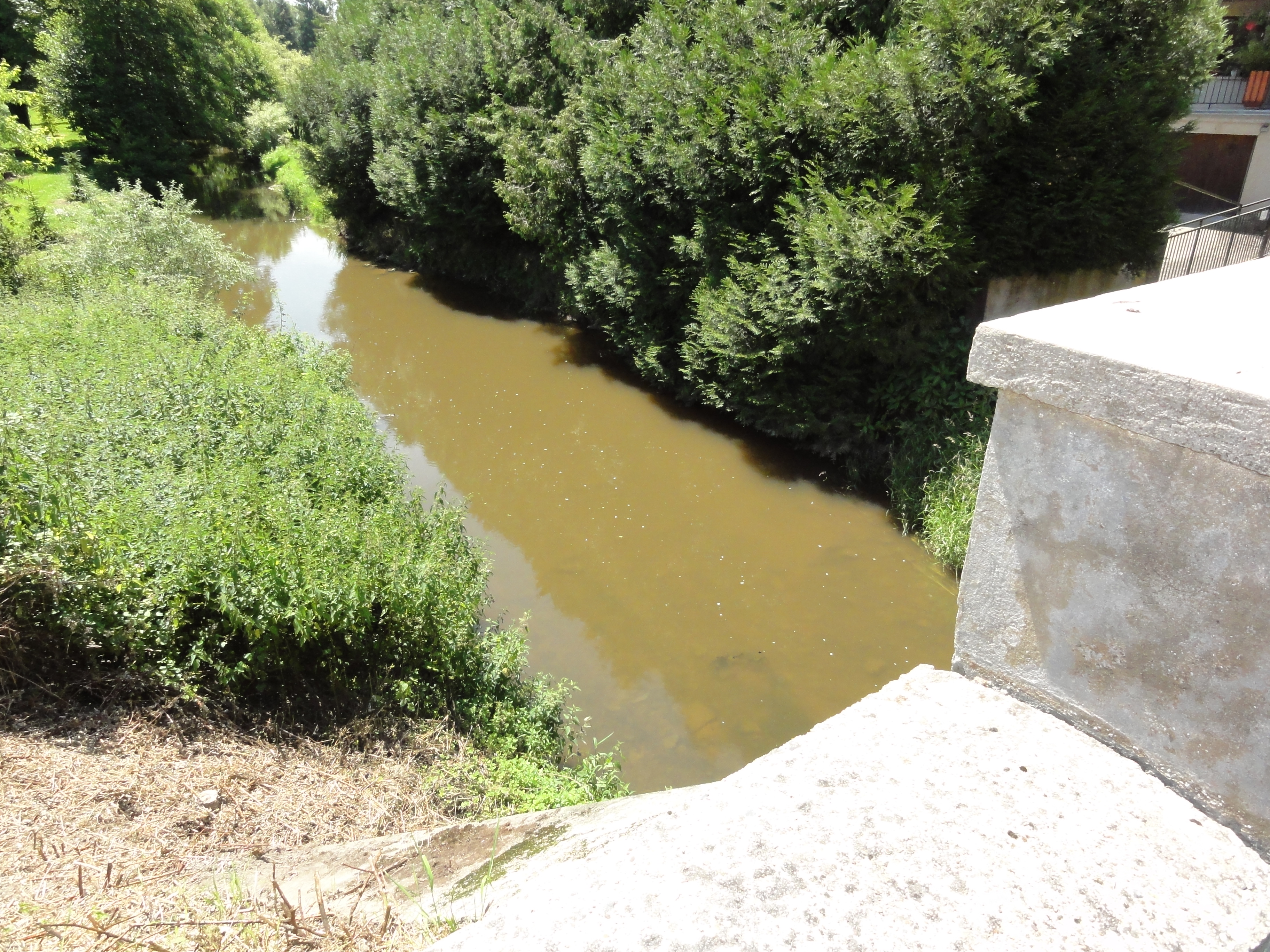
La Blette à Herbéviller.
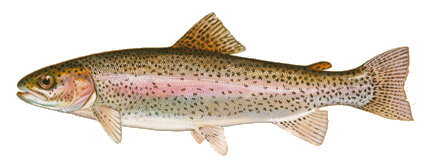
Truite arc-en-ciel ou Oncorhynchus mykiss.
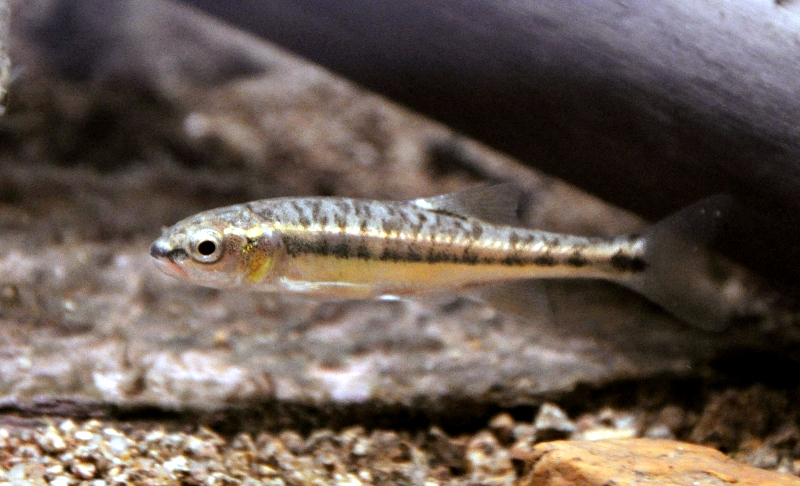
Vairon commun ou Phoxinus phoxinus.
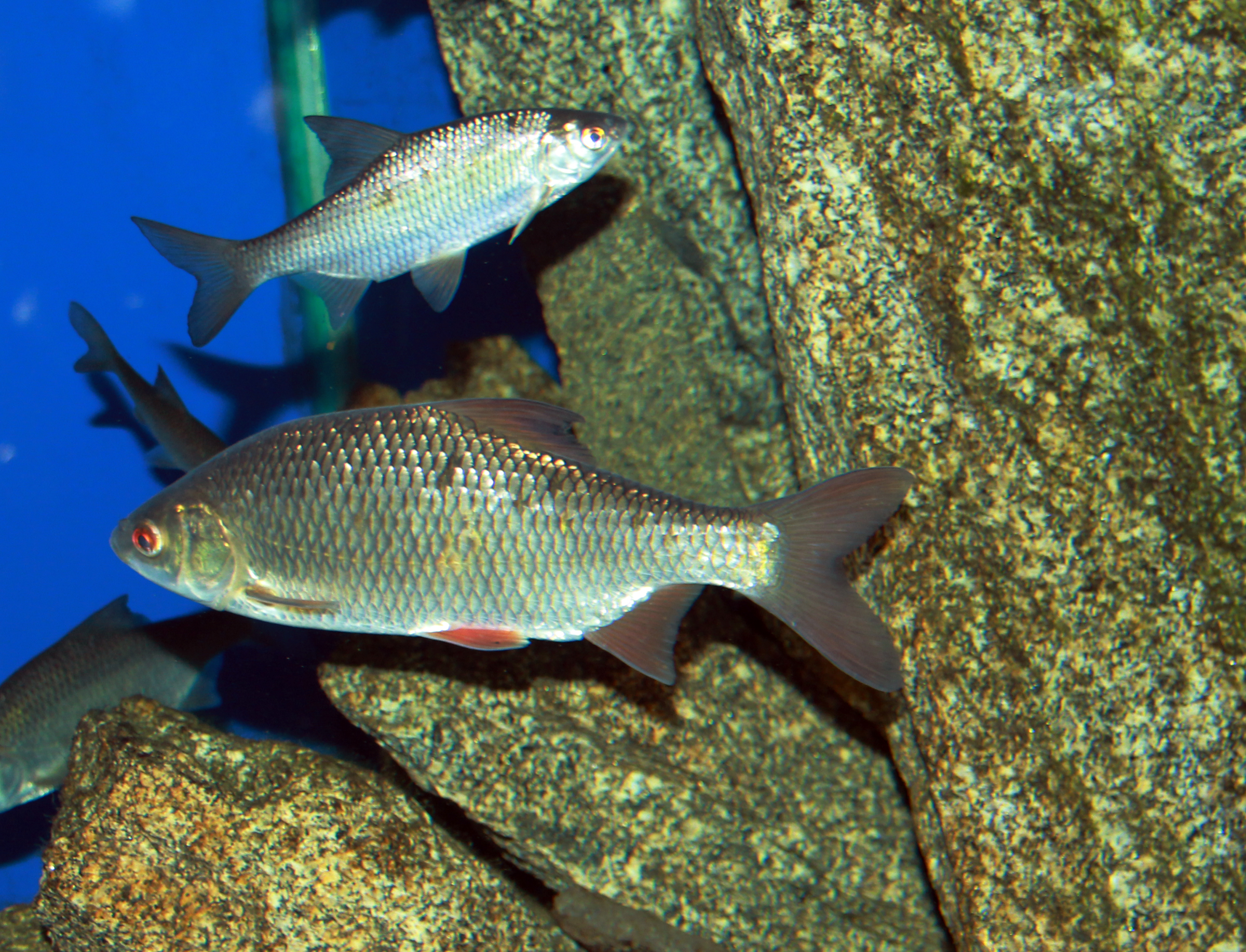
Gardon ou Rutilus rutilus.
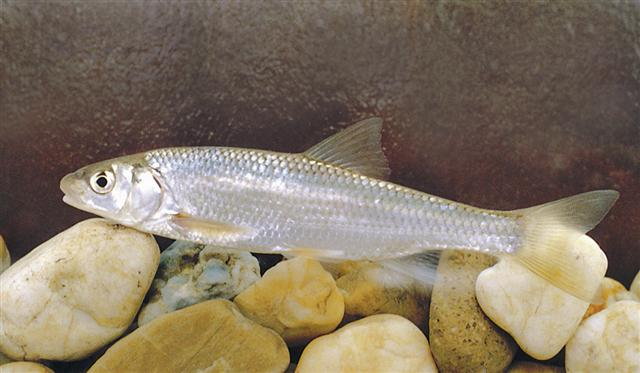
Vandoise ou Leuciscus leuciscus.